# Shaojiang
Le shaojiang (chinois simplifié : 邵将 ; chinois traditionnel : 邵將 ; pinyin : Shàojiàng) est une langue chinoise du groupe des langues min. Le nombre de locuteurs est évalué à environ 870.000 (2000). Ils occupent essentiellement le territoire des districts de Shaowu, Guangze, Jiangle, et Shunchang, au nord-ouest de la province du Fujian, à l'ouest de la rivière Futunxi.